# Agrilus plavilstshikovi
Agrilus plavilstshikovi es una especie de insecto del género Agrilus, familia Buprestidae, orden Coleoptera.
Fue descrita científicamente por Alexeev in Alexeev & Volkovitsh, 1989.